# Leopón
Un leopón es el híbrido producto del cruce entre un leopardo macho y una leona. La cabeza del animal se parece a la del león, y el resto del cuerpo se parece al de un leopardo con manchas difusas.
Los leopones son mayores que los leopardos y combinan características de sus dos padres. Tienen manchas de color marrón en vez de negro y los machos poseen una pequeña melena de 20 cm de longitud. Gustan de trepar a los árboles y disfrutan del agua como los leopardos.
En las hembras se observa un conflicto interno al tener que elegir entre el estilo de vida solitario del leopardo o el de la manada en la leona.

## Historia
El primer leopón documentado parece ser uno nacido en Kolhapur (India) en 1910. W. S. Millard, secretario de la Sociedad de Historia Natural de Bombay, envió la piel a R. I. Pocock. Era un cruce entre un leopardo grande y una leona. De la unión habían nacido dos leopones cachorros, uno que murió a los dos meses y medio y el otro que todavía vivía cuando lo describió Pocock, en 1912. Pocock escribió que era manchado como un leopardo, pero que las manchas en los lados eran más pequeñas y más cercanas unas a otras que las de un leopardo, y eran de color marrón claro, como las de un león joven. Las manchas de la cabeza, espalda y patas eran negras y notables. La cola era manchada encima y con rayas debajo, y tenía una punta oscura, con pelos más largos. El vientre era blanco y las orejas de color crema, con una franja ancha negra, pero sin la mancha blanca que tienen los leopardos. Según Pocock, el animal más parecido a este cruce era el lejagulep (cruce de león, jaguar y leopardo), conseguido en el zoo de Chicago (Estados Unidos).
Posteriormente, se obtuvieron leopones en zoológicos de Japón, Alemania e Italia. Carl Hagenbeck, quien produjo muchos híbridos diferentes, grabó el nacimiento de unos leopones en el Hamburg Tierpark de Alemania, pero ninguno sobrevivió hasta la madurez. Una piel y un cráneo de leopón en el Museo de Historia Natural Británico proviene de otro animal cruzado en el zoológico de Kolhapur, que fue donado por el teniente coronel F. W. Wodehouse de los Junior United Services entre 1920 y 1940.
El programa de leopones más exitoso hasta la fecha es el que se dio en el Koshien Hanshin Park de Nishinomiya City, Japón. Una leona llamada Sonoko fue cruzada con un leopardo llamado Kaneo. Durante el coito, la leona asumió de forma voluntaria una posición lateralizada para permitir que el leopardo (más pequeño) se apareara con ella. Dos híbridos nacieron en 1959 y tres más lo hicieron en 1962. En cautiverio, el normalmente solitario leopardo permaneció con la familia (un comportamiento social que a veces se observa en grandes felinos normalmente solitarios que se encuentran en cautiverio). Los híbridos resultaron estériles y el último murió en 1985. Aunque muy popular para el gran público, el programa de hibridación recibió duras críticas por parte de la comunidad científica. De acuerdo con lo observado en los ejemplares japoneses, los leopones son mayores que los leopardos y combinan características de sus dos padres. Tienen manchas de color marrón en vez de negro, y los machos poseen una pequeña melena de 20 cm de longitud. Gustan de trepar a los árboles y disfrutan del agua como los leopardos (aunque es de señalar que los leopones japoneses nacieron de una leona que disfrutaba del agua y un leopardo que la aborrecía). Las hembras pueden tener problemas de conducta, al tener que elegir entre el estilo de vida social de una leona y el solitario del leopardo.